# Tambocerus triangulatus
Tambocerus triangulatus är en insektsart som beskrevs av Shen. Tambocerus triangulatus ingår i släktet Tambocerus och familjen dvärgstritar. Inga underarter finns listade i Catalogue of Life.